# Attraversamento pedonale (segnale)

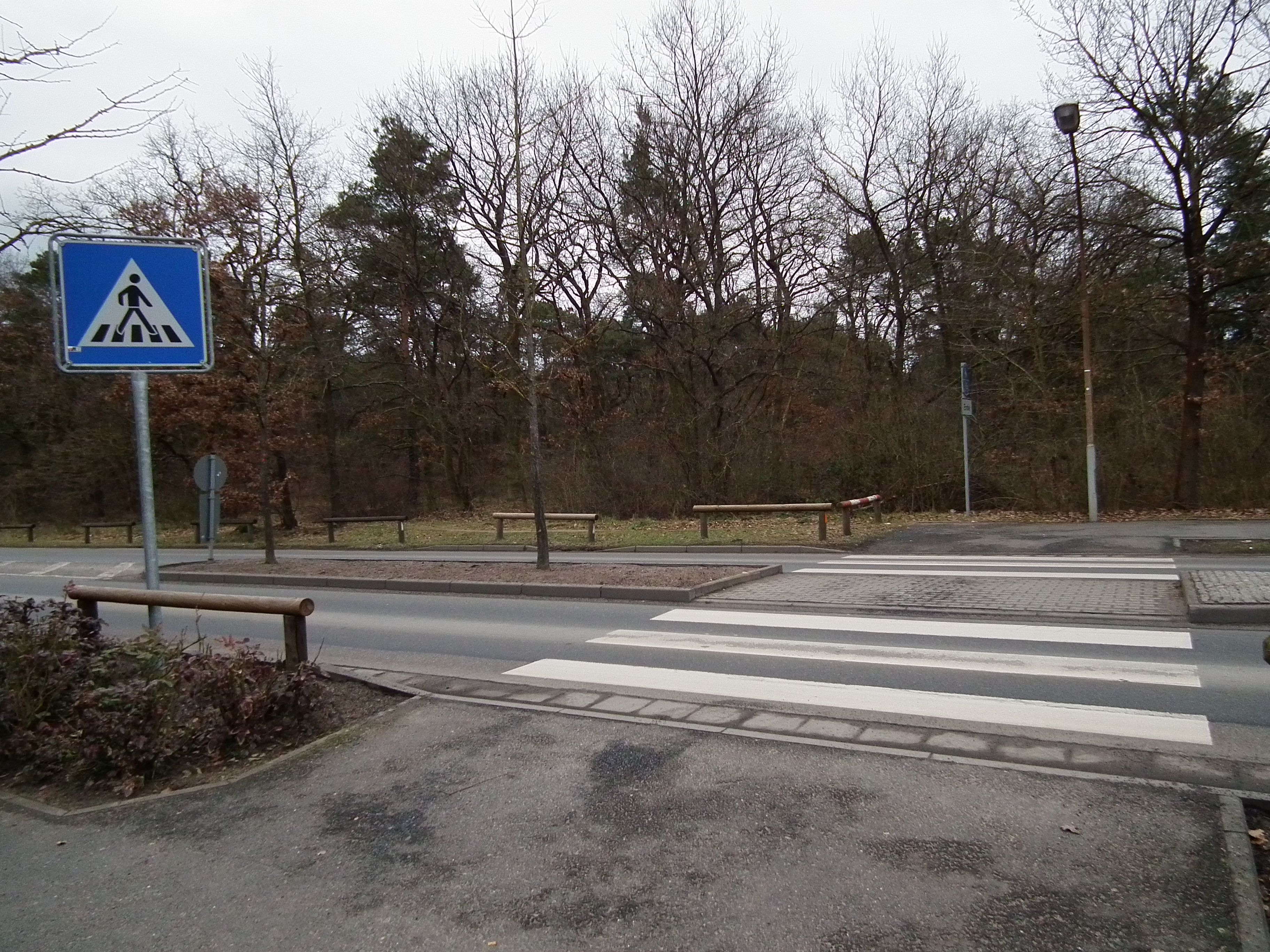
Uso di un segnale di attraversamento pedonale in Germania.

Il segnale di attraversamento pedonale è un segnale stradale verticale che localizza una parte della carreggiata riservata al transito dei pedoni, non regolata da impianti semaforici. Permette di attraversare sulle strisce senza che il guidatore non se ne accorga

## Segnaletica stradale in Italia

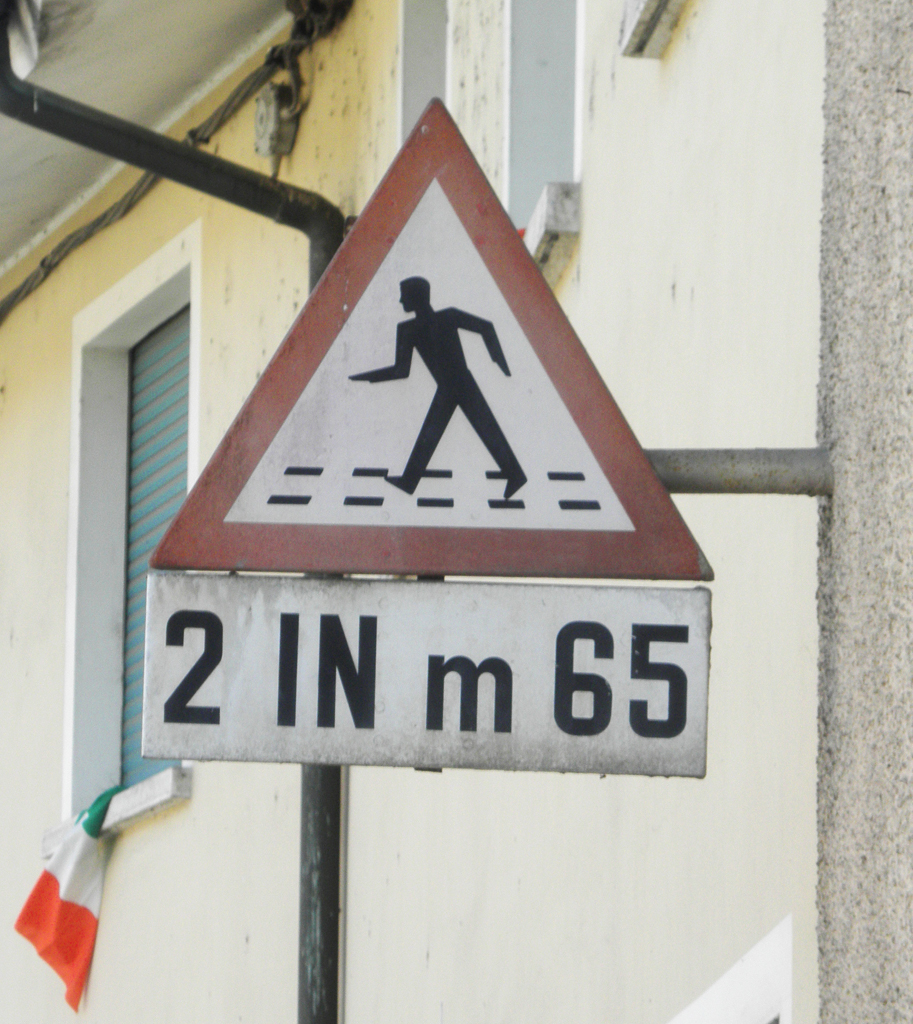
Segnale di attraversamento pedonale italiano, in uso fino al 1992 e accompagnato da un pannello integrativo che presegnala una serie di attraversamenti.

In Italia questo tipo di segnale fu introdotto con il Codice della Strada del 1959, con il nome di ''Passaggio per pedoni'' e classificato come segnale di pericolo (di forma triangolare e con bordo rosso, sfondo bianco e il simbolo nero di un omino che percorre un attraversamento pedonale). Con la circolare del ministero dei lavori pubblici n. 1515/1981, tale segnale fu affiancato da uno di forma quadrata recante uno sfondo blu con triangolo bianco al centro, sormontati da un simbolo nero di disegno maggiormente stilizzato rispetto al precedente. Lo stesso segnale è stato riconfermato nell'attuale regolamento del 1992.
Questo nuovo cartello, classificato come segnale di indicazione, è a doppia faccia anche nelle strade a senso unico e, nel caso in cui sia posizionato su una strada con limite di velocità superiore ai 50 km/h, è accompagnato dal segnale di pericolo, di norma utilizzato per presegnalare uno o più attraversamenti (in quest'ultimo caso verrà accompagnato da un pannello integrativo con il numero di passaggi o la scritta "serie").

Segnale di preavviso di attraversamento pedonale in uso a partire dal 1990.
Segnale di indicazione dell'attraversamento pedonale in uso a partire dal 1981

Versione non più in uso

Segnale di pericolo in uso fra il 1959 ed il 1990.

## Segnaletica stradale nei vari Stati

### Europa
I segnali stradali di attraversamento pedonale negli stati europei presentano una certa somiglianza ed uniformità tra di loro: alcuni Paesi presentano più versioni, che specificano la direzione che seguiranno i pedoni nel passaggio presegnalato, o l'eventuale presenza di attraversamenti ciclabili contigui.
|                 |         |        |                              |                                                             |                                 |         |           |                 |                                   |
|                 |         |        |                              |                                                             |                                 |         |           |                 |                                   |
| Andorra, Spagna | Austria | Belgio | Bielorussia, Russia, Ucraina | Croazia, Macedonia del Nord, Slovenia, Bosnia ed Erzegovina | Danimarca, Fær Øer, Groenlandia | Estonia | Finlandia | Francia, Monaco | Germania, Lussemburgo, Slovacchia |

|        |         |         |          |          |                         |       |          |             |         |            |             |
|        |         |         |          |          |                         |       |          |             |         |            |             |
| Grecia | Irlanda | Islanda | Lettonia | Lituania | Liechtenstein, Svizzera | Malta | Norvegia | Paesi Bassi | Polonia | Portogallo | Regno Unito |

|                 |         |        |          |
|                 |         |        |          |
| Repubblica Ceca | Romania | Svezia | Ungheria |

### Africa
|                                                                                     |         |                     |                              |          |        |
|                                                                                     |         |                     |                              |          |        |
| Botswana, Comore, Malawi, Mozambico, Namibia, Sudafrica, eSwatini, Zambia, Zimbabwe | Lesotho | Madagascar, Senegal | Kenya, Mauritius, Seychelles | Tanzania | Uganda |

### America
I segnali stradali di attraversamento pedonale utilizzati nel continente americano sono uniformi tra di loro: negli Stati Uniti d'America e in Canada vengono adottate più varianti di questo cartello, che generalmente indicano degli attraversamenti con delle caratteristiche specifiche.
|           |                                                             |         |        |                  |                 |      |                |         |          |                          |                                   |
|           |                                                             |         |        |                  |                 |      |                |         |          |                          |                                   |
| Argentina | Aruba, Bonaire, Curaçao, Saba, Sint Eustatius, Sint Maarten | Brasile | Canada | Canada (Ontario) | Canada (Québec) | Cile | Colombia, Perù | Ecuador | Giamaica | Messico, Panama, Uruguay | Stati Uniti d'America, Porto Rico |

### Asia
|                | |                   |                   |          |                      |               |                     |           |          |           |
|                | |                   |                   |          |                      |               |                     |           |          |           |
| Arabia Saudita | Armenia, Azerbaigian, Georgia, Kazakistan, Kirghizistan, Mongolia, Tagikistan, Turkmenistan, Uzbekistan | Bangladesh, Nepal | Brunei, Singapore | Cambogia | Cina, Corea del Nord | Corea del Sud | Emirati Arabi Uniti | Filippine | Giappone | Hong Kong |

|           |       |            |         |         |
|           |       |            |         |         |
| Indonesia | Qatar | Thailandia | Turchia | Vietnam |

### Oceania
|                               |                                   |
|                               |                                   |
| Australia, Papua Nuova Guinea | Nuova Zelanda, Figi, Samoa, Tonga |

## Attraversamento scolari
|           |         |        |                  |                 |                |           |          |               |             |         |                       |            |         |           |
|           |         |        |                  |                 |                |           |          |               |             |         |                       |            |         |           |
| Australia | Brasile | Canada | Canada (Ontario) | Canada (Québec) | Colombia, Perù | Filippine | Giappone | Nuova Zelanda | Paesi Bassi | Polonia | Stati Uniti d'America | Thailandia | Turchia | Venezuela |